# Bienenbüttel
Bienenbüttel ist eine Gemeinde am östlichen Rand der Lüneburger Heide im Norden des Landkreises Uelzen, Niedersachsen, an der Grenze zum Landkreis Lüneburg im südlichen Teil der Metropolregion Hamburg.

## Geografie

### Gemeindegliederung
Die Gemeinde Bienenbüttel ist eine Einheitsgemeinde und besteht aus dem Kernort Bienenbüttel und den folgenden Ortsteilen (seit 1972):
- Bargdorf
- Beverbeck mit Grünewald
- Bornsen mit Forsthof Wichmannsdorf
- Edendorf mit Gut Solchstorf und Hönkenmühle
- Eitzen I mit Bardenhagen
- Grünhagen
- Hohenbostel
- Hohnstorf
- Niendorf
- Rieste mit Neu-Rieste
- Steddorf mit Neu-Steddorf
- Varendorf
- Wichmannsburg
- Wulfstorf.

Der Verwaltungssitz befindet sich im Kernort Bienenbüttel.

### Fließgewässer
Durch die Gemeinde fließen der mit Abstand größte Heidefluss, die Ilmenau, sowie der Bienenbütteler Mühlenbach, der Eitzener-Bach, der Varendorfer Bach, der Krumbach, der Forellenbach (ausgewiesenes Naturschutzgebiet), der Riester Bach sowie der Vierenbach (ausgewiesenes Naturschutzgebiet). Die Gewässergüte beträgt überwiegend Klasse II (gering belastet), ausgenommen hiervon sind ein Abschnitt des Mühlenbaches sowie der gesamte Varendorfer Bach, der in die Klasse III (stark verschmutzt) eingeteilt wurde.

## Geschichte
Als Siedlungsraum ist der Bereich der Gemeinde aufgrund archäologischer Funde seit etwa 8000 v. Chr. belegt. Mehrere Hügelgräber bei Eitzen I, Hohenbostel sowie zwischen Hohnstorf und Wichmannsburg zeugen von einer Besiedlung in der Bronzezeit. Etwa 1,2 Kilometer südlich von Edendorf befindet sich ein Großsteingrab (Hügelgrab). Bei Rieste wurde 1890 eine Grabanlage mit rund 1000 Urnen aus der Zeit der Langobarden gefunden.
Im Dreißigjährigen Krieg plünderten und verwüsteten die schwedischen Soldaten den Ort („Rystede“) 1634/35.
Bereits im 19. Jahrhundert kam es zur Zusammenlegung von Orten zu größeren Einheiten. So wurden am 6. Mai 1884 Grünewald in den Gemeindebezirk Beverbeck, Bardenhagen nach Eitzen I und Wichmannsdorf nach Bornsen eingegliedert. Die Belange eines Gemeindebezirkes wurden von einem eingesetzten Ortsvorsteher geregelt. 1966 schlossen sich die Gemeinden Bargdorf, Beverbeck, Edendorf, Eitzen I, Hohnstorf und Wichmannsburg mit Bienenbüttel zur Samtgemeinde Bienenbüttel zusammen. 1967 kam Steddorf dazu.

### Eingemeindungen
Am 1. Juli 1972 wurden die Gemeinden Bargdorf, Beverbeck, Bornsen, Edendorf, Eitzen I, Grünhagen (bis dahin im Landkreis Lüneburg), Hohenbostel (ebenso), Hohnstorf, Niendorf, Rieste, Steddorf, Varendorf, Wichmannsburg und Wulfstorf eingegliedert. Grünhagen, Hohenbostel, Niendorf und Wulfstorf gehörten zum Landkreis Lüneburg.

### Ortsname
Frühere Ortsnamen von Bienenbüttel waren in den Jahren 1004 Biangibudiburg und 1288 Binebutle. Der zweite Teil im Ortsnamen Büttel kommt von butli und bedeutet ‚Siedlung, Wohnstelle‘. Der erste Teil ist ein alter Kurzname Bio oder Biho. Er ist dem Stamm „bih“ beziehungsweise „bi“, altsächsisch „bina“ zuzurechnen und bedeutet Biene.

## Politik

### Rat

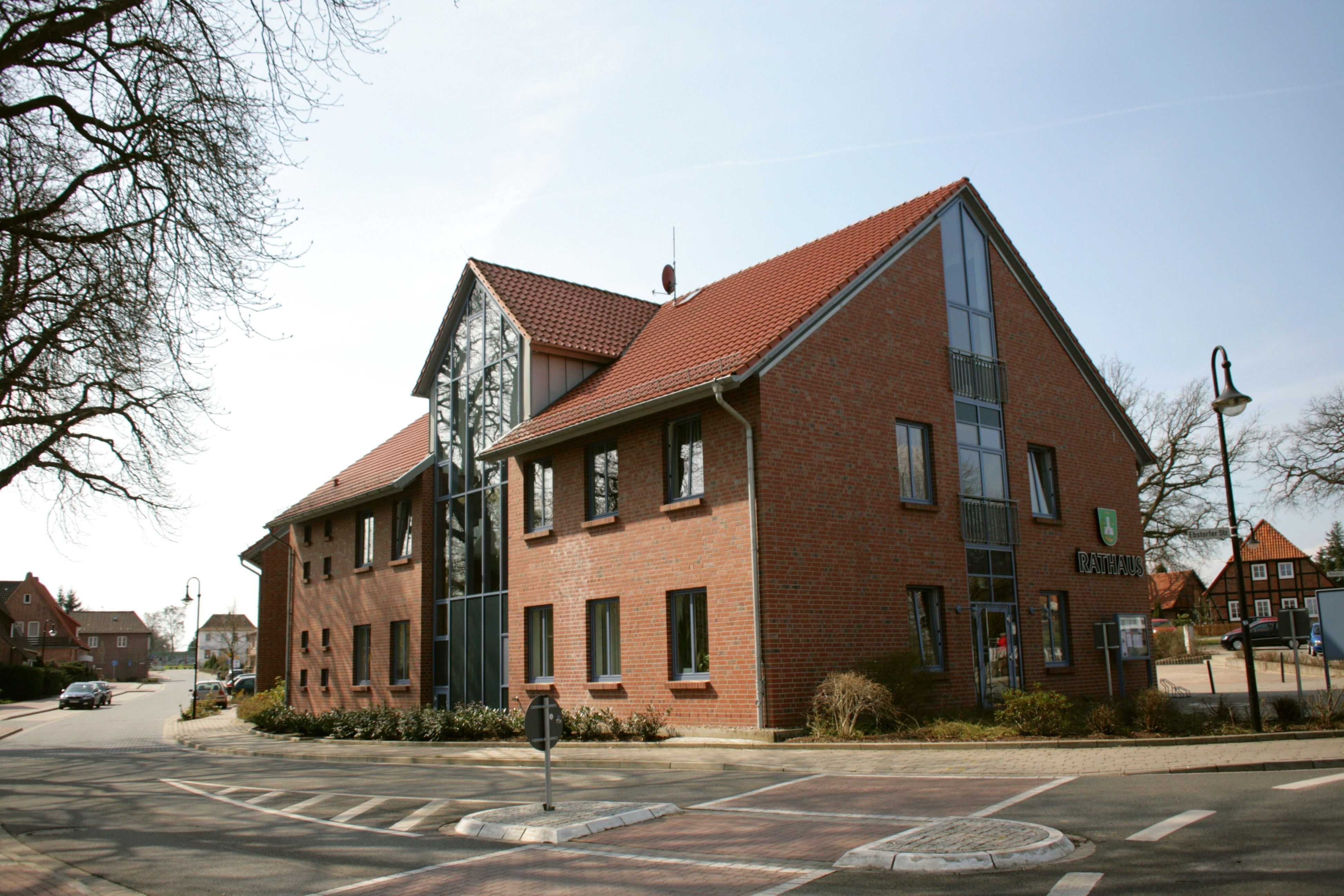
Rathaus

Der Rat der Gemeinde Bienenbüttel setzt sich aus dem Bürgermeister und weiteren 18 Abgeordneten zusammen.
|      | CDU     | SPD     | GRÜNE   | KA      | FDP    | Gesamt                   |
| 2021 | 8 Sitze | 3 Sitze | 3 Sitze | 3 Sitze | 1 Sitz | 18 Sitze + Bürgermeister |

Stand: Kommunalwahl am 12. September 2021; KA: Kommunalpolitische Alternative

### Bürgermeister
- vom 1. November 2006 bis 31. März 2013 Heinz-Günter Waltje (CDU), gewählt mit 52,4 % der abgegebenen Stimmen.
- seit dem 1. April 2013 Merlin Franke (CDU), gewählt am 20. Januar 2013 mit 42,2 % der abgegebenen Stimmen.[10]
- Am 12. September 2021 wurde Merlin Franke (CDU) mit 53,0 % der abgegebenen Stimmen wieder gewählt.

### Ortsvorsteher
Es werden keine Ortsräte gebildet. Nach jeder Kommunalwahl wird für jeden Ortsteil ein ehrenamtlicher Ortsvorsteher bestimmt.
Dieser wird von der an Stimmen stärksten Partei in dem jeweiligen Ortsteil vorgeschlagen.

### Wappen
Auf grünem Grund ist zentral eine eintürmige silberne Burg mit einer oben auf der Turmspitze stehenden goldenen Waage dargestellt. Unterhalb der Burg befindet sich ein goldener Fisch. Die Burg weist auf die Biangibudiburg aus Zeiten der Billunger hin und die Waage symbolisiert als Zeichen der Gerichtsbarkeit die ehemalige Vogtei Bienenbüttel. In Bienenbüttel befand sich eine Furt ins Wendland, welche den Anlass zur Gründung des Ortes bot und deshalb durch den Fisch auf dem Wappen verdeutlicht wurde.

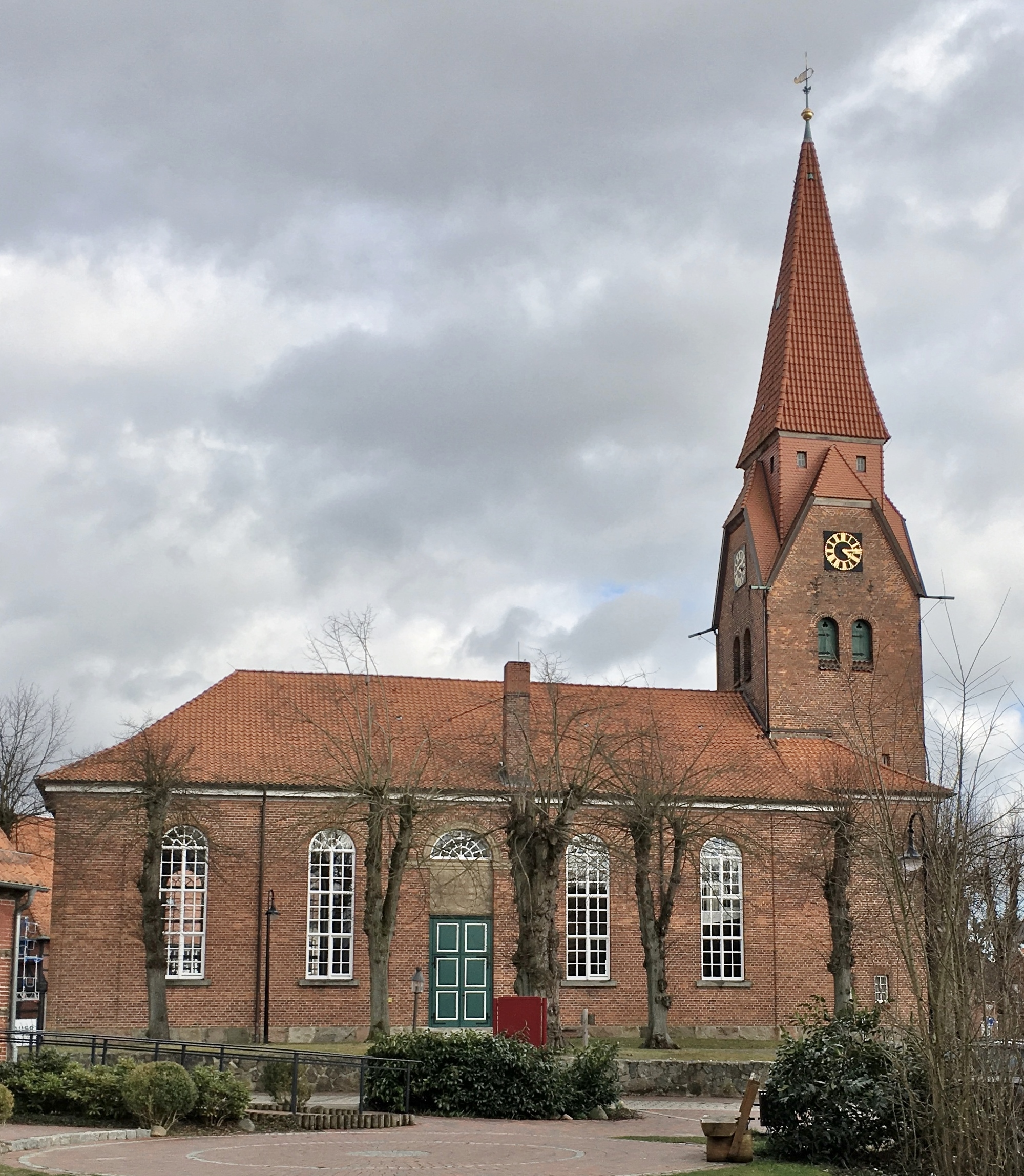
St. Michaelis

## Wirtschaft und Infrastruktur
Aufgrund der Verkehrsanbindung ist Bienenbüttel als Wohnort für Pendler reizvoll. 1.942 Auspendlern stehen 516 Einpendler gegenüber laut Statistik der Bundesagentur für Arbeit vom 30. Juni 2013. Von den 6.533 Einwohnern sind 3.310 (50,7 %) weiblich (Stand 31. Dezember 2013). Bienenbüttel ist Sitz der Almased Wellness GmbH.

### Verkehr

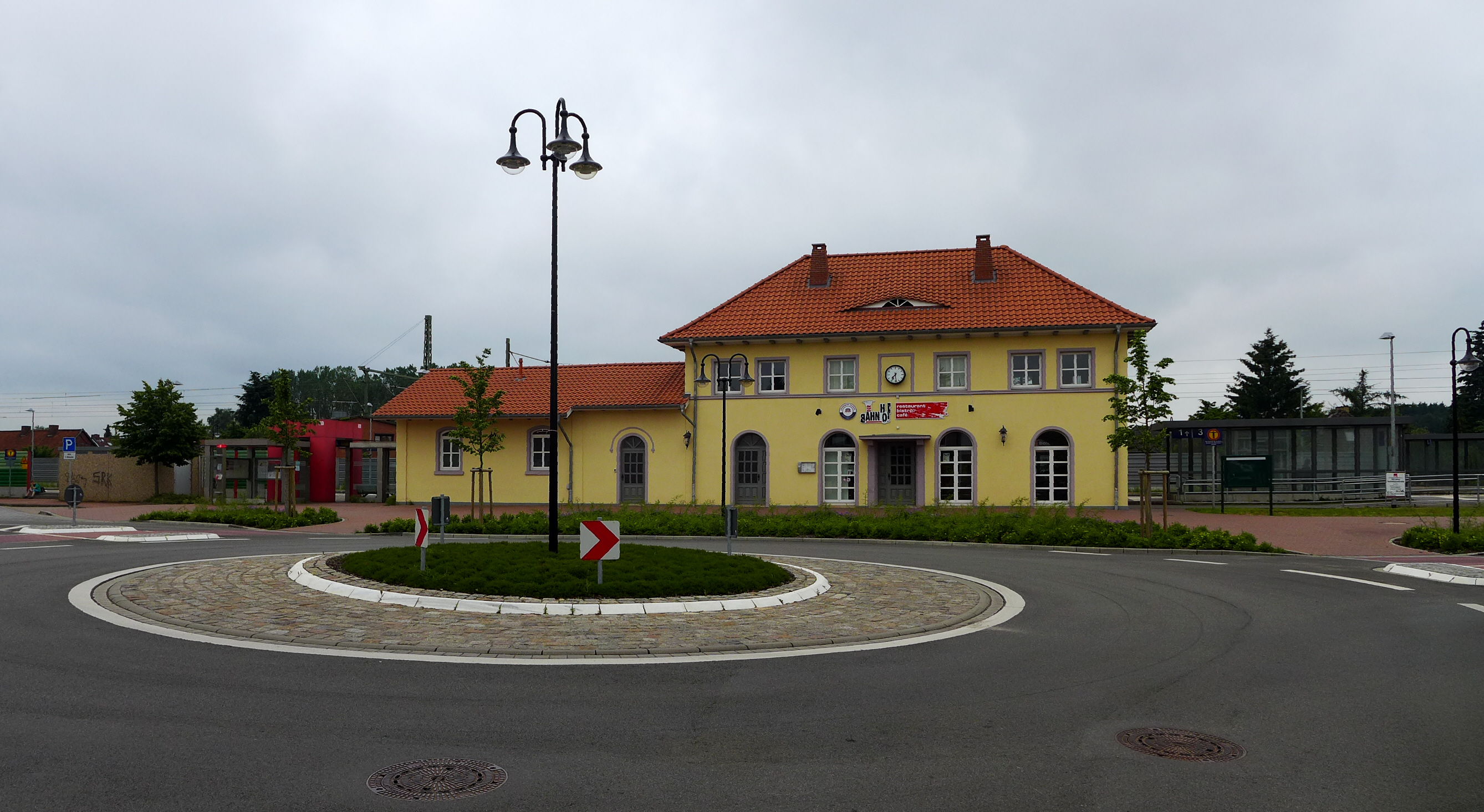
Bahnhof

Der Bahnhof Bienenbüttel liegt an der Bahnstrecke Lehrte–Hamburg-Harburg und wird von Zügen der Metronom Eisenbahngesellschaft bedient. Ferner liegt Bienenbüttel an der Bundesstraße 4. Außerdem durchzieht die Gemeinde im Osten der Elbe-Seitenkanal (Bootsanleger Wulfstorf).

### Öffentliche Einrichtungen
- Für die vorschulische Erziehung sind vier Kindergärten und eine Krippe vorhanden
- Grundschulkinder besuchen die Schule in Bienenbüttel.
- Ein Waldbad und mehrere Sportstätten sind nutzbar.
- Es gibt eine Gemeindebücherei am Marktplatz.
- Bestattungen finden auf den Friedhöfen in Bienenbüttel, Niendorf, Bornsen und Wichmannsburg statt.
- Der Brandschutz und die allgemeine Hilfe ist durch die Freiwillige Feuerwehr der Gemeinde sichergestellt.

## Konfessionen

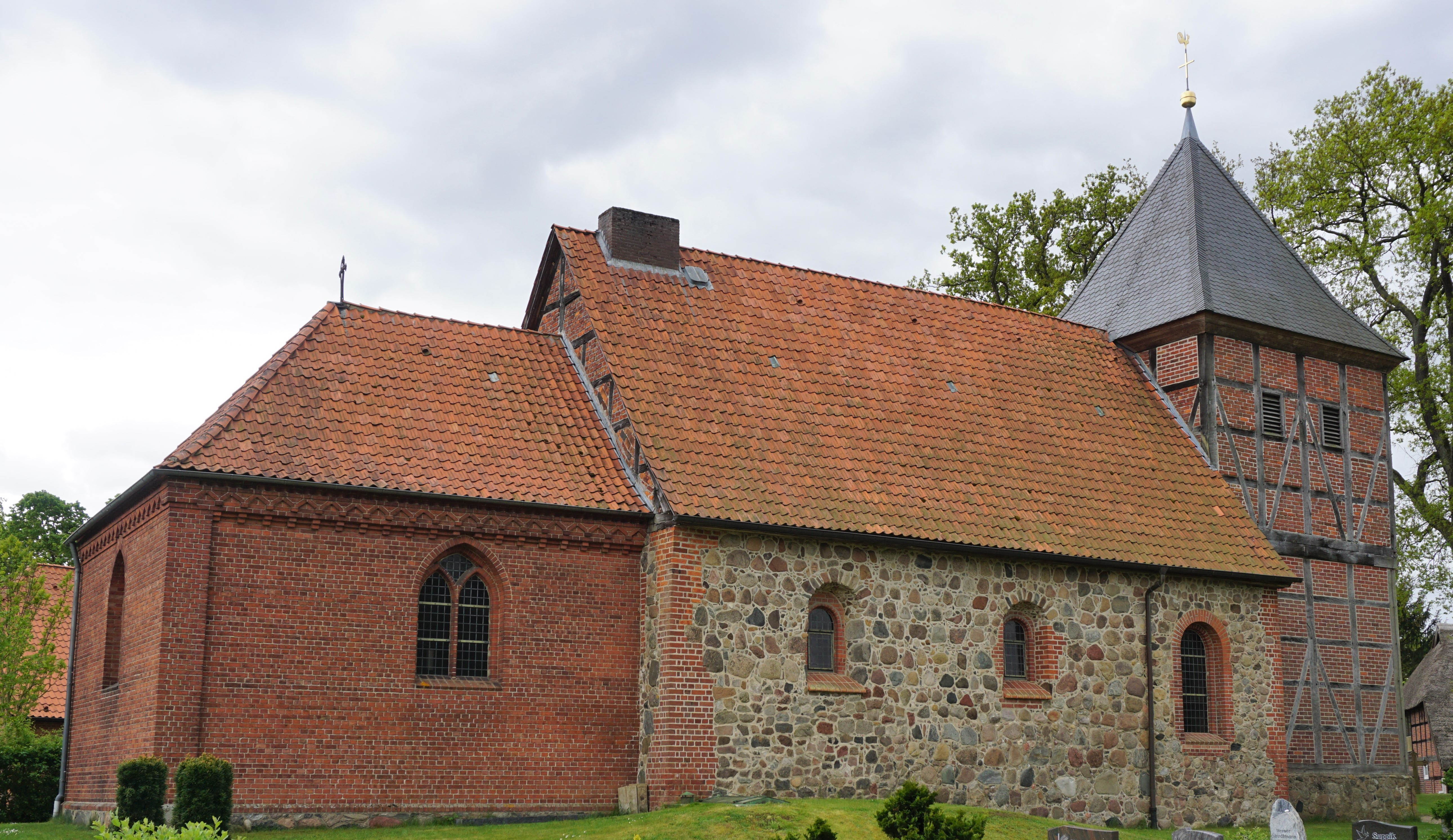
Feldsteinkirche St. Georg in Wichmannsburg

- Evangelisch-lutherische Kirchengemeinde Bienenbüttel
- Evangelisch-lutherische Kirchengemeinde Wichmannsburg

## Söhne und Töchter der Gemeinde
- Jürgen Wilhelm Harms (1885–1956), geboren in Bargdorf, Zoologe und Hochschullehrer
- Wilhelm Engelhard (oder Engelhardt) (1813–1902), Porträtmaler
- Wilhelm Heinrich Krüger (1857–1947), Biologe und Forscher, Entdecker der Algengattung Prototheca und der freilebenden Bodenbakterien Azotobacter.
- Johanne Marie Hermine Ritz (geb. Schlie; * 20. Oktober 1859; † 1939), Lyrikerin, lebte ab 1886 in Hohnstorf.[13][14]
- Georg Heinrich Wilhelm Blumenbach
- Karl Kayser (1843–1910), 1871 bis 1877 Pastor der St.-Georgs-Kirche in Wichmannsburg[15]